# Schlacht auf dem Brodfeld
Koordinaten: 45° 56′ 15″ N, 23° 20′ 40″ O

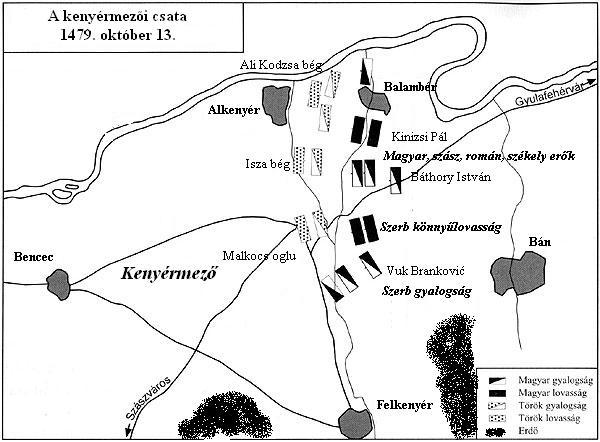
Aufstellung der Truppen

Die Schlacht auf dem Brodfeld (ungarisch Kenyérmezei csata, rumänisch Bătălia de la Câmpul Pâinii) war eine der größten militärischen Auseinandersetzungen im mittelalterlichen Siebenbürgen.
Die Schlacht wurde am 13. Oktober 1479 am Ufer des Mieresch (Mureș) zwischen Broos (Orăștie) und Mühlbach (Sebeș) auf dem Brodfeld (Kenyérmező, Câmpul Pâinii), bei Unterbrodsdorf (heute Șibot) ausgetragen.
Das ungarische Heer wurde von den Feldherren Pál Kinizsi, István Báthory, Vuk Branković, und Basarab Laiotă cel Bătrân geführt, das osmanische Heer stand unter dem Kommando von Ali Kodsha und Basarab Țepeluș cel Tânăr, einem Prinzen aus der Walachei.

## Hintergrund
Es wird angenommen, dass die Osmanen mit ihrem Angriff von 1479 einerseits den Einfluss der Ungarn in der Walachei beenden und andererseits Rache für den ungarischen Angriff in Serbien aus dem Jahr 1476 nehmen wollten. 1479 verwüsteten sie weite Teile Siebenbürgens. In der Schlacht auf dem Brodfeld erlitten sie jedoch eine deutliche Niederlage.

## Nachwirkungen
Die türkischen Verluste waren hoch. Mehrere tausend Mann wurden getötet. Genaue Zahlen lassen sich jedoch heute nicht mehr rekonstruieren. Allerdings soll sich auf Grund der vielen Toten der Mieresch vor lauter Blut rot verfärbt haben.
In der Folge konnte Kinizsi in Serbien Ali Kodscha weitere Niederlagen zufügen. Für die Ungarn war es ein wichtiger Sieg, denn die Niederlage der Osmanen führte dazu, dass diese für längere Zeit Süd-Ungarn und Siebenbürgen nicht mehr angriffen.